# Pseudorhombus arsius
Cá bơn vằn răng to (Danh pháp khoa học: Pseudorhombus arsius), còn gọi là cá lưỡi trâu, là một loài cá bơn trong họ Paralichthyidae phân bố ở Đông châu Phi, Ấn Độ, Úc, Indonesia, Philippin, Malaysia, Trung Quốc, Nhật Bản, Thái Lan, Việt Nam. 

## Đặc điểm
Thân hình bầu dục, dẹp bên. Cả hai mắt đều ở phía bên trái của thân. Răng nanh có từ 6 - 8 chiếc ở hàm phía dưới (phía không có mắt). Khởi điểm của vây lưng bắt đầu ở phía trước mắt trên. Gốc vây ngực ở phía có mắt dầy hơn ở phía không có mắt. Phía có mắt phủ vảy lược, nhỏ, phía không có mắt phủ vảy tròn. Phía có mắt màu nâu hoặc xám, có nhiều đốm màu nâu. Phía không có mắt màu trắng hoặc màu hồng. Kích cỡ khai thác 110 – 275 mm, có thể đạt đến 450 mm.